# Selección de baloncesto sub-18 de los Países Bajos
La selección de baloncesto sub-18 de los Países Bajos es el representante nacional juvenil de los Países Bajos en los torneos internacionales de baloncesto sub-18. Están gobernados por Basketball Nederland. El equipo compite en el Campeonato Europeo de Baloncesto Masculino Sub-18, con la oportunidad de clasificarse para el Campeonato Mundial de Baloncesto Sub-19. El entrenador actual es Paul Vervaeck.
En 2018, el equipo ganó su primera medalla cuando ganó el oro en el torneo de la División B del Campeonato Europeo de Baloncesto Masculino Sub-18 de 2018. Tras su victoria, los Países Bajos fueron promovidos a la División A.

## Participaciones

### Campeonato Europeo Sub-18

#### División A
| Año   | Pos.         |
| ----- | ------------ |
| 1964  | No participó |
| 1972  | No participó |
| 1974  | 12.º         |
| 1976  | No participó |
| 1984  | No participó |
| 1986  | 11.º         |
| 1988  | 12.º         |
| 1990  | 10°          |
| 1992  | No participó |
| 2004  | No participó |
| 2005  | No clasificó |
| 2018  | No clasificó |
| 2019  | 15°          |
| Total | 5/36         |

#### División B
| Año   | Pos.           |
| ----- | -------------- |
| 2005  | 6°             |
| 2006  | 14°            |
| 2007  | 14°            |
| 2008  | 9°             |
| 2009  | 11.º           |
| 2010  | 12.º           |
| 2011  | 6°             |
| 2012  | 9°             |
| 2013  | 8°             |
| 2014  | 13°            |
| 2015  | 11.º           |
| 2016  | 17°            |
| 2017  | 6°             |
| 2018  | Medalla de oro |
| 2019  | No participó   |
| Total | 14/15          |

## Premios individuales

### MVP de la División B del Campeonato Sub-18
- Nathan Kuta - 2018